# Trasmiras
Trasmiras és un municipi de la província d'Ourense a Galícia. Pertany a la Comarca da Limia. El 2007 tenia 1.724 habitants. Inclou els pobles de Trasmiras, Vilaseca, Viladerei, Pardieiros, Abavides, Lobaces, Chamusiños, Santabaia, Silvaoscura, Seixas, San Andro, Zos, Rabal, Escornabois.
| 2.679 | 3.169 | 3.638 | 3.893 | 1.786 |
| Fonts: INE i IGE (Els criteris de registre censal variaren i les dades de l'INE i de l'IGE poden no coincidir.) |       |       |       |       |

## Personatges il·lustres
- Isaac Alonso Estraviz, filòleg